# Бжостовский, Адам
Адам Бжосто́вский (пол. Adam Brzostowski; 1722—1790) — государственный и военный деятель Великого княжества Литовского, генерал-лейтенант пехоты (с 1748), каштелян полоцкий (1758—1776), староста волковысский с 1766, сторонник Барской конфедерации, депутат Сейма.

## Биография
Представитель литовского шляхетского рода Бжостовских герба «Стремя». Младший сын писаря великого литовского и каштеляна мстиславского Константина Бенедикта Бжостовского (ум. 1722) и Терезы Войно-Ясенецкой. Старший брат — подскарбий великий литовский Михаил Бжостовский.
Староста молодковский, мстибовский, соколовский и казуньский, сторонник Радзивиллов.
Окончил виленский пиарский коллегиум. В 1738 году Адам Бжостовский был избран послом (депутатом) от Ковенского повета на Сейм, а в 1744 году — посол на Сейм от Слонимского повета. В 1748 году получил чин генерал-майора кавалерии, позднее стал генерал-лейтенантом пехоты. В 1758 году Адам Бжостовский был назначен каштеляном полоцким и маршалком Трибунала ВКЛ.
7 мая 1764 года Адам Бжостовский вместе с 21 сенаторами подписал манифест гетмана великого коронного Яна Клеменса Браницкого против российского владычества и сторонников партии Чарторыйских. В 1766 году — член скарбовой комиссии Великого княжества Литовского. В 1767 году присоединился к Радомской конфедерации и участвовал в Сейме Репнина, который ратифицировал мирный договор с Россией.
В 1769 году Адам Бжостовский присоединился к Барской конфедерации. Организовал вооруженное партизанское движение в Малой Польше и Великой Польше. После поражения конфедератов эмигрировал в Саксонию. В 1773 году он вернулся на родину и отошел от политической деятельности. В 1776 году Адам Бжостовский отказался от должности каштеляна полоцкого.
Кавалер Ордена Белого Орла (1758).

## Семья и дети
Был женат на княжне Генавефе Огинской, дочери воеводы трокского, князя Юзефа Яна Тадеуша Огинского, и Анны Вишневецкой, от брака с которой имел трёх сыновей:
- Александр Бжостовский (ум. 1820), староста волковысский (1779—1783) и соколовский (с 1783), последний каштелян мазовецкий (с 1791)
- Михаил Бжостовский (ум. 1800), староста пуньский, оранский и канявский
- Франтишек Ксаверий Бжостовский